# Apalis del Rwenzori
L'apalis del Rwenzori (Oreolais ruwenzorii) és una espècie d'ocell de la família dels cisticòlids (Cisticolidae).

## Descripció
És un ocell prim, bonic i de cua llarga que presenta les parts superiors grises i les parts inferiors beix amb una banda negra al pit. Comú en la selva montana de la falla Albertina. Normalment es troba en parelles o grups petits i s'uneix fàcilment a estols d'espècies mixtes. Es desconeix si se superposa en àrea de distribució amb l'apalis de collar negra, i es diferencia per tenir la gola beix en lloc de blanca i no tenir blanc a la cua exterior.

## Distribució i hàbitat
Es troba a Burundi, la República Democràtica del Congo, Ruanda i Uganda. L'hàbitat natural és el bosc muntà humit subtropical o tropical.

## Taxonomia
L'apalis de Rwenzori anteriorment es va classificar al gènere Apalis, però es va traslladar al nou gènere Oreolais quan es va demostrar que Apalis era polifilètic.
Segons la Classificació del Congrés Ornitològic Internacional (versió 15.1, 2025) aquesta espècie és monotìpica.